# Neobyrsa
Neobyrsa is een geslacht van wantsen uit de familie van de Tingidae (netwantsen). Het geslacht werd voor het eerst wetenschappelijk beschreven door Alexander H. Knudson in 2018.

## Soorten
Het genus is monotypisch en bevat alleen de volgende soort:

- Neobyrsa panamensis Knudson, 2018